# Citopatología

Un par de micrografías de una muestra de citología que presenta un grupo tridimensional de células cancerosas (carcinoma seroso)

Citopatología (de κύτο del griego, kytos, "un hueco"; πάθος, pathos, "el destino, daño"; y -λογία, -logía) es una rama de la patología que estudia y diagnostica las enfermedades al nivel celular. La disciplina fue fundada por Rudolf Virchow en 1858.

## Objetivo

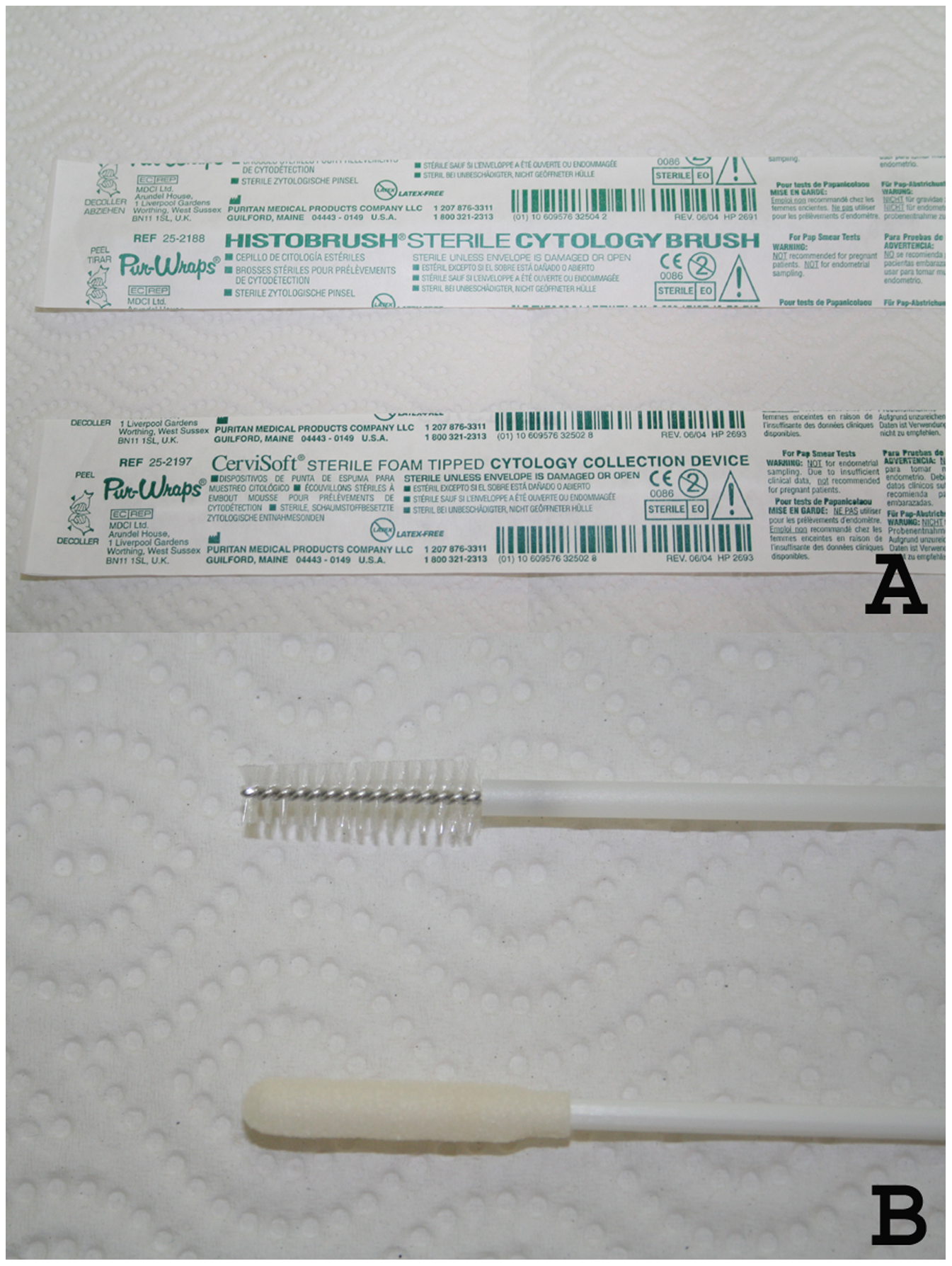
Cepillos (de citología) utilizados para recolectar muestras para citología.

Una aplicación común de la citopatología es la prueba de Papanicolaou, utilizada como una herramienta de detección, para descubrir lesiones precancerosas de cuello uterino y prevenir el cáncer de cuello uterino.
La citopatología también se utiliza comúnmente para investigar lesiones de la tiroides, enfermedades que afectan a cavidades estériles del cuerpo (peritoneal, pleural y cefalorraquídea), y una amplia gama de otros sitios del cuerpo. Se utiliza generalmente para ayudar en el diagnóstico del cáncer, pero también ayuda en el diagnóstico de ciertas enfermedades infecciosas y otras enfermedades inflamatorias. La citopatología se utiliza generalmente en muestras de células libres o fragmentos de tejido, en contraste con la histopatología, que estudia los tejidos enteros.

## Denominación
Las pruebas citopatológicas a veces se llaman pruebas de frotis porque las muestras pueden ser extendidas sobre un portaobjetos de vidrio para su posterior tinción y examen microscópico. Sin embargo, las muestras citológicas pueden ser preparadas de otras maneras, incluyendo la citocentrifugación. Diferentes tipos de pruebas de frotis también se pueden usar para el diagnóstico del cáncer. En este sentido, se denomina un frotis citológico.
La citopatología es con frecuencia, con menos precisión, llamada citología, que significa "el estudio de las células".

## Recogida de células
Dos métodos de recogida de células para el análisis citopatológico son:

### Citología exfoliativa

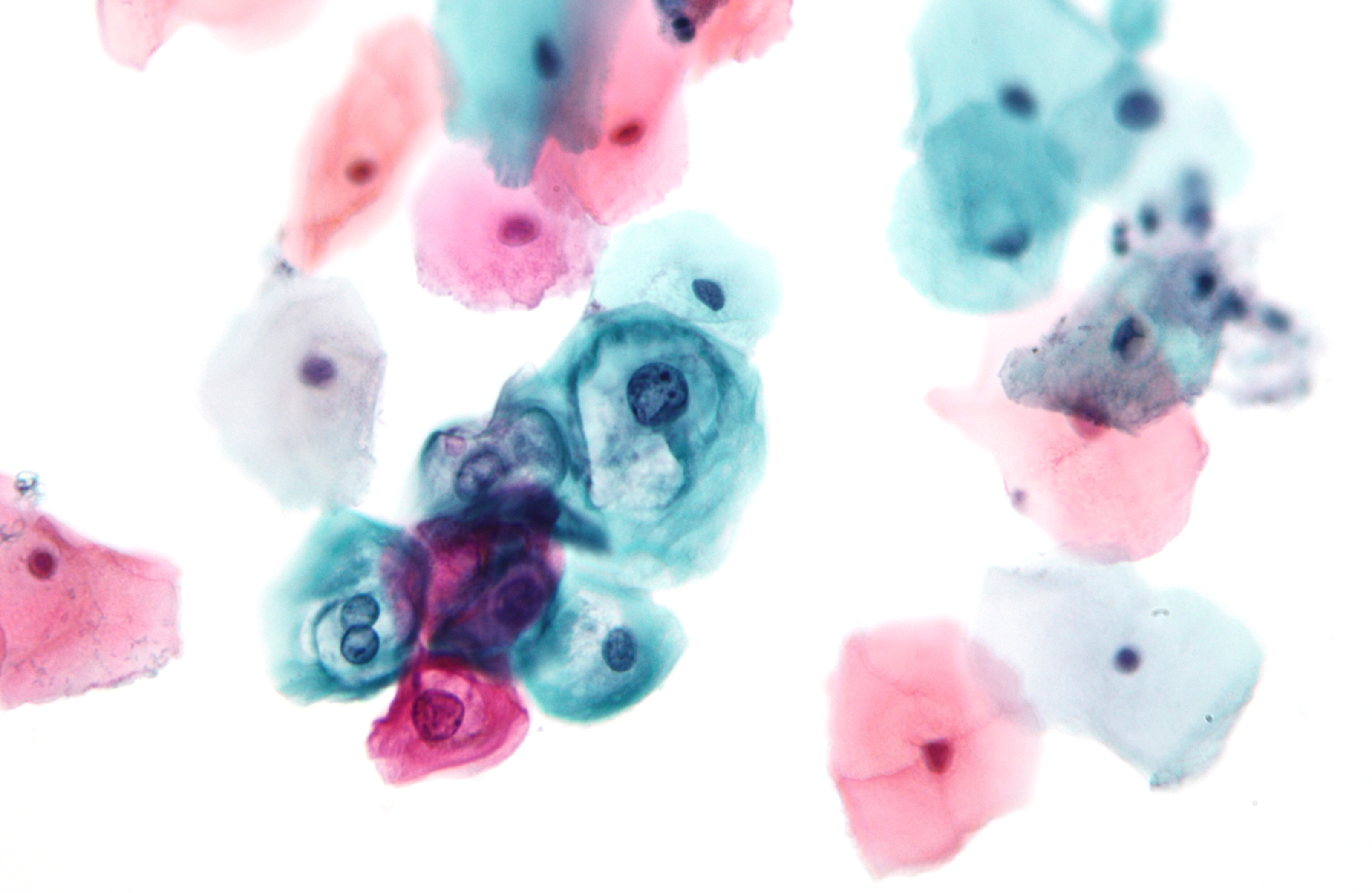
Una micrografía de una muestra de citopatología exfoliativa (prueba de Papanicolaou, tinción de Papanicolaou)

En este método, las células se recogen después de que hayan sido o bien desprendidas espontáneamente por el cuerpo ("exfoliación espontánea") o manualmente raspadas / quitadas de una superficie del cuerpo ("exfoliación mecánica"). Un ejemplo de exfoliación espontánea es cuando las células de la cavidad pleural o de la cavidad peritoneal se desprenden en el fluido pleural o peritoneal. Este fluido puede ser recogido a través de varios métodos para la revisión. Ejemplos de exfoliación mecánica incluyen las pruebas de Papanicolaou, donde las células son raspadas del cuello uterino con una espátula cervical, o el cepillado bronquial, en el que se inserta un broncoscopio en la tráquea y se utiliza para evaluar una lesión visible cepillando las células de su superficie y sometiéndolas a análisis citopatológicos. La citología de base líquida recoge las muestras de la misma manera, pero las coloca en líquido que es tratado a continuación para permitir la mejora de los resultados.

### Citología interventiva
En la citología intervencionista el patólogo interviene en el cuerpo para la recogida de muestras. Hoy en día la PAAF (Punción aspirativa con aguja fina) se ha convertido en sinónimo de la citología intervencionista.
1. Citología aspirativa con aguja fina o biopsia con punción por aspiración con aguja fina [La PAAF]. Una aguja unida a una jeringa se utiliza para recoger las células de lesiones o masas en varios órganos del cuerpo por "microcoring" (microextracción de muestras), a menudo con la aplicación de presión negativa (succión) para aumentar el rendimiento. La FNAC (PAAF en sus siglas en castellano) puede llevarse a cabo bajo la orientación por palpación (es decir, el médico puede sentir la lesión) en una masa en las regiones superficiales como el cuello, la tiroides o la mama; la PAAF también podrá estar asistida por ecografía o TAC para el muestreo de las lesiones profundas dentro del cuerpo que no pueden ser localizadas a través de la palpación. La PAAF se usa ampliamente en muchos países, pero la tasa de éxito depende de la habilidad del practicante. Si se realiza por un patólogo solo, o en equipo con patólogo-citotecnólogo, la tasa de éxito de un diagnóstico correcto es superior que cuando es realizada por un no-patólogo.[5] Esto puede ser debido a la capacidad del patólogo para evaluar inmediatamente las muestras bajo un microscopio e inmediatamente repetir el procedimiento si el muestreo era inadecuado. Las finas agujas son del 23 al 27 de calibre. Debido a que las agujas tan pequeñas como de calibre 27 casi siempre pueden dar material de diagnóstico, la PAAF es a menudo la forma menos perjudicial para obtener tejido de diagnóstico de una lesión. Alguna vez se puede utilizar un soporte de jeringa para facilitar el uso de una mano para realizar la biopsia, mientras que la otra mano está inmovilizando la masa. Equipos de visualización, como un escáner CT o ultrasonidos se pueden utilizar para ayudar en la localización de la región para la biopsia. En España uno de los pioneros de la citología por punción aspiración (PAAF) fue el Dr Azúa Blanco (1948-2015) quien  en 1978, decidió ampliar sus conocimientos en el campo de la punción aspiración con aguja fina (FNAC) desplazándose al Instituto Karolinska de Estocolmo, absorbiendo las enseñanzas de dos pioneros mundiales de la especialidad, Drs. Joseph Zajicek y Torsten Löwhagen, que dieron sus frutos con el primer curso de Citología por Punción, dirigido por él mismo en 1979 y su libro “Citología por Punción Aspiración con Aguja Fina” editado por Salvat en 1987.[6]
2. Citología de sedimento - Aquí, la muestra se recoge del fijador que se utilizó para el procesamiento de la biopsia o una muestra de la autopsia. El fijador se mezcla bien y se coloca en un tubo de centrífuga y se centrifuga. El sedimento se utiliza para hacer el frotis. Estos sedimentos son las células que se desprenden de la muestra de la autopsia y biopsia durante el procesamiento.

## Parámetros
El núcleo de la célula es muy importante en la evaluación de la muestra celular. En las células cancerosas, la alteración de la actividad del ADN puede ser vista como un cambio físico en las cualidades nucleares. Ya que cuanto más ADN es desplegado y se expresa, el núcleo será más oscuro y menos uniforme, más grande que en las células normales, y a menudo muestra un nucleolo rojo brillante.
Aunque la principal responsabilidad del citólogo es discernir si una patología cancerosa o precancerosa está presente en la muestra celular analizada, otras patologías pueden ser vistas tales como:
- Infecciones microbianas: parasitaria, viral y/o bacterial
- cambios reactivos
- reacciones inmunes
- envejecimiento celular
- amiloidosis
- enfermedades autoinmunes

Varias funciones normales del crecimiento, del metabolismo, y de la división celular pueden fallar o trabajar de formas anormales y conducir a enfermedades.
La citopatología se utiliza mejor como una de tres herramientas, la segunda y la tercera son el examen físico y la imagen médica. La citología se puede utilizar para diagnosticar una enfermedad y evitar a un paciente la cirugía para obtener una muestra de mayor tamaño. Un ejemplo es la PAAF de tiroides; muchas afecciones benignas se pueden diagnosticar con una biopsia superficial y el paciente puede volver a sus actividades normales de inmediato. Si se diagnostica una enfermedad maligna, el paciente puede ser capaz de iniciar la radiación/quimioterapia, o puede necesitar una cirugía para eliminar y/o arreglar el cáncer.
Algunos tumores pueden tener dificultades para hacer biopsias, tales como los sarcomas. Otros tumores raros pueden ser peligrosos para hacer una biopsia, tales como el feocromocitoma. En general, una aspiración con aguja fina se puede hacer en cualquier lugar donde sea seguro poner una aguja, incluyendo el hígado, el pulmón, el riñón y las masas superficiales.
Muchos médicos no están capacitados para realizar biopsias por aspiración con aguja fina correctamente y, luego cuando no obtienen material de diagnóstico, creen que la citología no es útil. La técnica apropiada tarda tiempo en dominarse. Los citotecnólogos y citopatólogos pueden ayudar a los médicos yendo a los procedimientos y ayudando con técnicas de recogida. Una "lectura rápida" es una mirada en el microscopio y puede decirle al médico si se obtuvo material de diagnóstico suficiente. Las muestras citológicas también deben estar adecuadamente preparadas para que las células no sean dañadas.
A veces más información acerca de la muestra es útil. Las tinciones inmunohistoquímicas y las pruebas moleculares se pueden realizar, especialmente si la muestra se prepara utilizando la citología de base líquida. A menudo se realiza la prueba "reflejo", como la prueba del VPH en una prueba de Papanicolaou anormal o la citometría de flujo en una muestra de linfoma.

## Regiones del cuerpo
Técnicas citopatológicas se utilizan en el examen de prácticamente todos los órganos y tejidos del cuerpo:
- Citología ginecológica - referente al aparato reproductor femenino
- Citología del tracto urinario - referente a los uréteres, a la vejiga urinaria y a la uretra. Véase citología de la orina.
- Citología de la efusión - relativa a la recogida de fluidos, especialmente dentro del peritoneo, la pleura y el pericardio
- Citología de mama - [citología aspirativa de la mama] principalmente relativa a la mama de la mujer
- Citología de tiroides - relativa a la glándula tiroides
- Citología de ganglio linfático - relativa a los ganglios linfáticos
- Citología respiratoria - relativa a los pulmones y a las vías respiratorias
- Citología gastrointestinal - relativa al aparato digestivo
- Citología de tejido blando, hueso y piel
- Citología del riñón y la glándula suprarrenal
- Citología del hígado y el páncreas
- Citología del sistema nervioso central
- Citología del ojo
- Citología de la glándula salival